# Pseudosystolederus follvikae
Pseudosystolederus follvikae är en insektsart som beskrevs av Luc A. Devriese 1995. Pseudosystolederus follvikae ingår i släktet Pseudosystolederus och familjen torngräshoppor. Inga underarter finns listade i Catalogue of Life.